# Alfredo Fígaro
Alfredo Fígaro (* 7. Juli 1984 in Samaná, Dominikanische Republik) ist ein dominikanischer Baseballspieler.

## Karriere

### Detroit Tigers
Fígaro wurde zwar nicht beim MLB Draft 2006 gedraftet, unterschrieb jedoch bei den GLC Tigers, einem Rookieteam der Detroit Tigers. Mit den GLC Tigers konnte er 2006 eine 3-1 Win-Loss-Statistik mit einem ERA von 0,70 Runs in 14 Spielen vorweisen, bei denen er vier von Beginn an spielte. 2007 wurde er dann in den Roster der Oneonta Tigers berufen und wies dort eine 4-2 Bilanz auf mit einem 3,38-ERA bei elf Spielen von Beginn an. Anschließend wurde er in den Kader der Lakeland Tigers berufen. Hier hatte er eine 0-2 Bilanz bei vier Starts. Zu Beginn der Saison 2008 sendeten die Tigers ihn zu einem weiteren Team in der Single-A-Liga, den West Michigan Whitecaps. Bei den Whitecaps stellte Fígaro einige Karriererekorde auf. Er wies bei 19 Starts zwölf Siege auf, pitchte zwei komplette Spiele und 123 Innings und erzielte dabei 96 Strikeouts. Er wurde anschließend wieder zurück zu den Lakeland Tigers berufen, konnte jedoch erneut keinen Sieg erringen. Er erspielte bei fünf Starts eine 0-5 Bilanz und einen 4,91 ERA. Nichtsdestoweniger wurde er zum Start der Saison 2009 in den Roster der Erie Seawolves berufen. Dort wurde er als Spieler der Woche der Woche des 20. April geehrt. Er hatte am Ende eine 5-2 Bilanz mit einem ERA von 4,10.
Fígaro wurde am 20. Juni 2009 in den Roster der Detroit Tigers befördert, wofür Dane Sardinha allerdings aus dem Kader gestrichen wurde. Am selben Tag gab er auch sein Debüt in der MLB, als er im fünften Inning Dontrelle Willis ersetzte. 2009 hatte er eine 2-2 Bilanz mit einem 6,35 ERA, 16 Strikeouts in 17 Innings und spielte dreimal von Beginn an. Bei seinem zweiten Start gab er sieben Runs und zehn Hits gegen die Houston Astros in drei Innings ab. Am 29. Juni 2009 wurde er wieder zu den Toledo Mud Hens in die Triple-A-Liga geschickt. Für ihn wurde Luke French in den Kader aufgenommen.

### Orix Buffaloes
Am 14. Dezember 2010 verkauften die Tigers Fígaros Vertrag an die Orix Buffaloes in der Nippon Professional League. Am 14. November 2011 verlängerte er seinen Vertrag mit den Buffaloes.

### Milwaukee Brewers
Am 31. Januar 2013 unterschrieb Fígaro einen Minor League Vertrag bei den Brewers, wurde aber zum Spring Training eingeladen. Bei diesem Training verdrängt er Donovan Hand aus dem aktiven 25-Mann-Kader der Brewers als Relief Pitcher.

## Privates
Fígaro ist der Cousin von Fernando Rodney, dem Pitcher der Tampa Bay Rays.